# 軍艦 (カメラ)
軍艦（ぐんかん）とは、レンジファインダー式のライカなど、フィルムを横方向に巻き上げるカメラにおいて、上部カバーとそれに付随する部品のこと。通常、「軍艦部」と呼ばれる。由来は、そのシルエットが戦艦や巡洋艦を横から見たときの甲板上部構造物を連想させることから。
具体的には、上部カバー、距離計、ファインダー、巻き上げレバー、シャッターボタン、シャッタースピードダイアル、巻き戻しクランクなどが含まれる。
俗語だが、カメラメーカー各社や修理店、カメラ店などで広く使われている。一眼レフの中でもウエストレベルファインダーのものに対しては使われるが、ペンタプリズムの存在が大きく、外観の印象の異なるアイレベルファインダーのカメラに対して使われることは少ない。